# Kompsozuch
Kompsozuch (Compsosuchus solus) – dwunożny, mięsożerny teropod z grupy ceratozaurów (Ceratosauria).
Znaczenie jego nazwy – delikatny krokodyl
Żył w okresie późnej kredy (ok. 71-65 mln lat temu) na terenach subkontynentu indyjskiego. Długość ciała ok. 2 m, wysokość ok. 80 cm, masa ok. 20 kg. Jego szczątki znaleziono w Indiach (w stanie Madhya Pradesh).
Słabo poznany, na podstawie kilku kości (w tym kręgów). Był jednym z najmniejszych teropodów, jakie żyły na terenie współczesnych Indii.